# Chiquitania

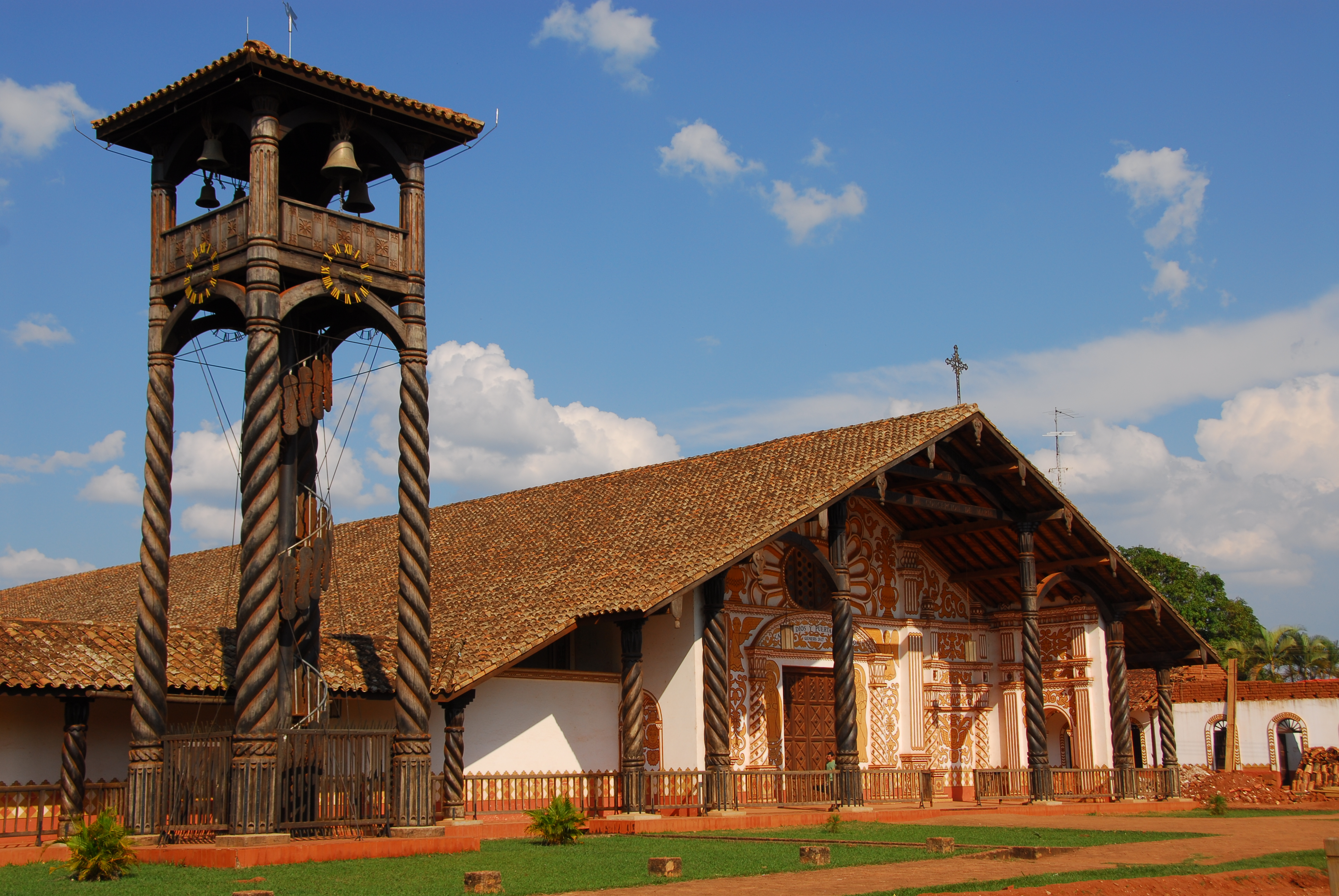
Die Kirche von Concepción

Chiquitania, auch Chiquitos oder Gran Chiquitania, ist eine Savannenregion im Departamento Santa Cruz im östlichen Bolivien.

## Begriff
Der Name Los Chiquitos („die Kleinen“) stammt aus der Zeit der spanischen Conquistadoren, mit der sie auf die geringe Größe der Eingangstüren der Hütten der Region anspielten; die Bezeichnung Chiquitania trägt die Betonung auf dem letzten „i“.
Chiquitos ist der kolonialzeitliche Name für im Wesentlichen fünf der sechs derzeitigen Provinzen, aus denen die Region Chiquitania besteht. Der Name „Chiquitos“ bezieht sich auf eine Region, kein Volk. Eines der vielen indigenen Völker, die die Region Chiquitos bewohnten, waren die Chiquitano. Heute leben noch etwa zwanzig unterschiedliche indigene Gruppen in dieser Region.

## Klima und Natur

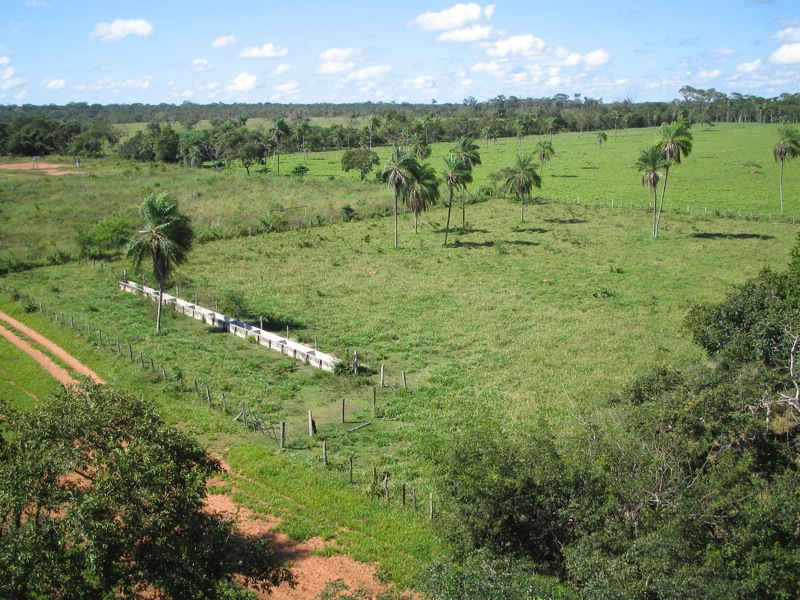
Landschaft in der Chiquitanía

Das Klima der Region ist semi-humid warm-tropisch. Die monatlichen Durchschnittstemperaturen schwanken im Jahresverlauf nur geringfügig zwischen etwa 20 °C im Juni/Juli und 27 °C im November/Dezember; das Temperatur-Jahresmittel beträgt 24 bis 25 °C. Die jährliche Niederschlagsmenge liegt im langjährigen Mittel bei etwa 1200 mm. Drei Viertel dieser Menge fallen in der Feuchtezeit von September bis März, während in den ariden Monaten Juni, Juli und August pro Monat weniger als 40 mm Niederschlag fällt.
Bei den Waldbränden 2019 in Brasilien, Bolivien und im Amazonas-Regenwald war die Region Chiquitania ebenfalls betroffen.

## Kultur

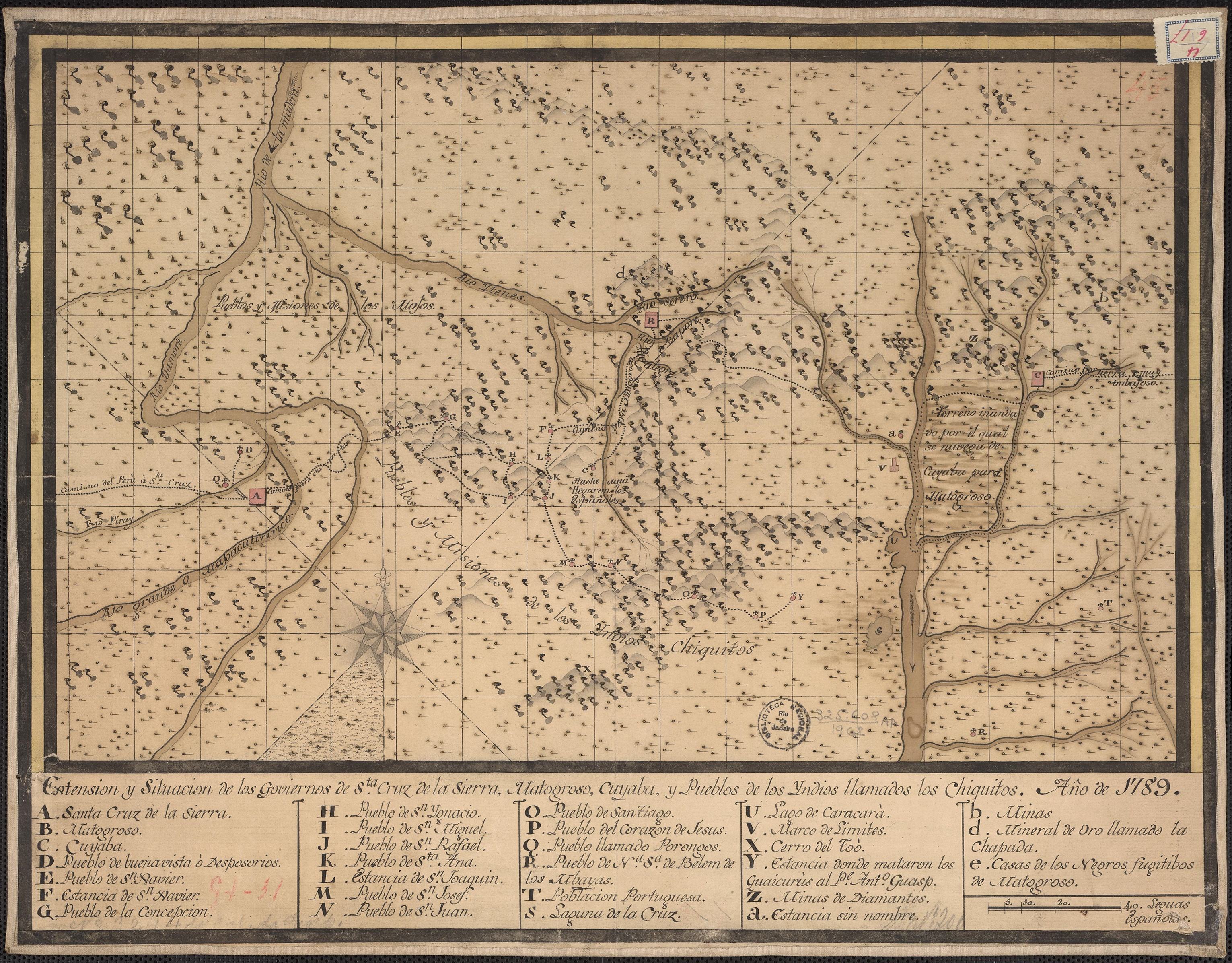
Karte der Region Chiquitanía mit verstreuten Jesuitenreduktionen von 1789

Ein herausragendes Merkmal der Region sind heute die Jesuitenreduktionen und Franziskanersiedlungen aus dem 18. Jahrhundert, die in der Region verstreut sind. Davon haben sechs Kirchen die Jahrhunderte überdauert. Sie wurden aufwändig renoviert und im Jahr 1990 von der UNESCO als Weltkulturerbe unter der Bezeichnung „Jesuitenmissionen der Chiquitos“ anerkannt.